# Trigonostemon heteranthus
Trigonostemon heteranthus là một loài thực vật có hoa trong họ Đại kích. Loài này được Wight miêu tả khoa học đầu tiên năm 1852.